# Blissus hirtulus
Blissus hirtulus är en insektsart som beskrevs av Hermann Burmeister 1835. Blissus hirtulus ingår i släktet Blissus och familjen Blissidae. Inga underarter finns listade i Catalogue of Life.